# Fandogamia Editorial
Fandogamia Editorial és una editorial valenciana especialitzada en la publicació d'historietes i manga. Va ser fundada el 2013 i té la seu a Quart de Poblet.

## Història
L'editorial es va crear el 2013 mitjançant la fusió de tres col·lectius fanzines: Studio Kat (València), Studio Wargh (Múrcia) i Ruleta Russa (Barcelona), amb l'objectiu de publicar autors emergents i llicències de còmic que no tenien cabuda en altres segells. El primer responsable de la nova empresa va ser Pedro F. Medina, vinculat a Studio Kat.
En un primer moment es va centrar en autors espanyols, i al cap de poc va expandir la col·lecció amb noves llicències estatunidenques, europees i japoneses. Algunes de les seues sèries amb més repercussió han estat Giant Days (guanyadora del Premi Eisner 2019), i La meva experiència lesbiana amb la solitud (premi del Saló del Manga de Barcelona 2018).
Al Saló del Manga de Barcelona de 2022, l'editorial va anunciar per al 2023 la seva primera llicència en català: La meva experiència lesbiana amb la solitud.

## Col·leccions
L'empresa divideix les seves col·leccions en línies editorials:
- Línia Infinite — col·leccions d'historieta nacional i internacional.
- Línia Yamanote — col·lecció de manga.
- Línia ADSL — webcòmics editats en paper.
- Fanternet — lloc web dedicat al webcòmic.